# Bembidion lassulum
Bembidion lassulum är en skalbaggsart som beskrevs av Thomas Casey. Bembidion lassulum ingår i släktet Bembidion och familjen jordlöpare. Inga underarter finns listade i Catalogue of Life.